# Miljonär för en dag (1925)
Miljonär för en dag är en svensk stumfilm från 1925 i regi av Edvard Persson. I rollerna ses förutom Persson även bland andra Adolf Jahr och Elsa Lindqvist.
Filmens förlaga var pjäsen med samma namn av Fredrik Lindholm, vilken omarbetades till filmmanus av Persson och Jahr. Fotograf var Eric Lindgren och inspelningen ägde rum sensommaren 1925 i Malmö, Klippan och Ellinge slott. Filmen premiärvisades den 26 december samma år på biograferna Odéon i Helsingborg och Rialto i Göteborg. Under premiären i Göteborg spelade Rialtos orkester under ledning av Nils Schön.

## Rollista
- Edvard Persson – Kalle "Blixten" Svensson
- Adolf Jahr – Rickard Kvick, sjöman
- Elsa Lindqvist – Inger Harden, dotter till Joakim Harden
- Jullan Kindahl – pigan på Lövstaborg
- Anders Frithiof – Joakim Harden, förvaltare på Lövstaborg, Ingers far
- Ellen Rosengren – fru Harden, Ingers mor
- Ernst Körner – Falskspelar-Jonte

Ej krediterade
- Richard Svanström	– advokat Gustaf Lenning
- Harald Svensson – greve Sebastian Furucrona, Kvicks far samt löjtnant på födelsedagsfesten
- Gösta Lycke – andra löjtnanten på födelsedagsfesten
- Olga Hellquist – servitris

### Fotnoter
1. 1 2  ”Miljonär för en dag”. Svensk Filmdatabas. http://sfi.se/sv/svensk-filmdatabas/Item/?itemid=3610&type=MOVIE&iv=Basic. Läst 20 mars 2013.